# Кортни, Фрэнсис, де-юре 4-й граф Девон
 Фрэнсис Кортни, де-юре 4-й граф Девон (англ. Francis Courtenay, de jure 4th Earl of Devon; ок. 1576 — 3 июня 1638) — английский политик из Паудерема, Девон. В 1831 году он был признан ретроспективно де-юре 4 -м графом Девон, став преемником своего отца в 1630 году.

## Происхождение
Родился около 1576 года. Второй сын сэра Уильяма Кортни (1553—1630), де-юре 3-го графа Девона из замка Паудерем, Девон, от его первой жены Элизабет, дочери Генри Мэннерса, 2-го графа Ратленда (1526—1563).

## Карьера
Он был депутатом парламента от Девоншира в 1625 году и Грэмпаунда в 1626 году. В 1633 году он был полковником полка ополченцев Девона.

## Браки и дети

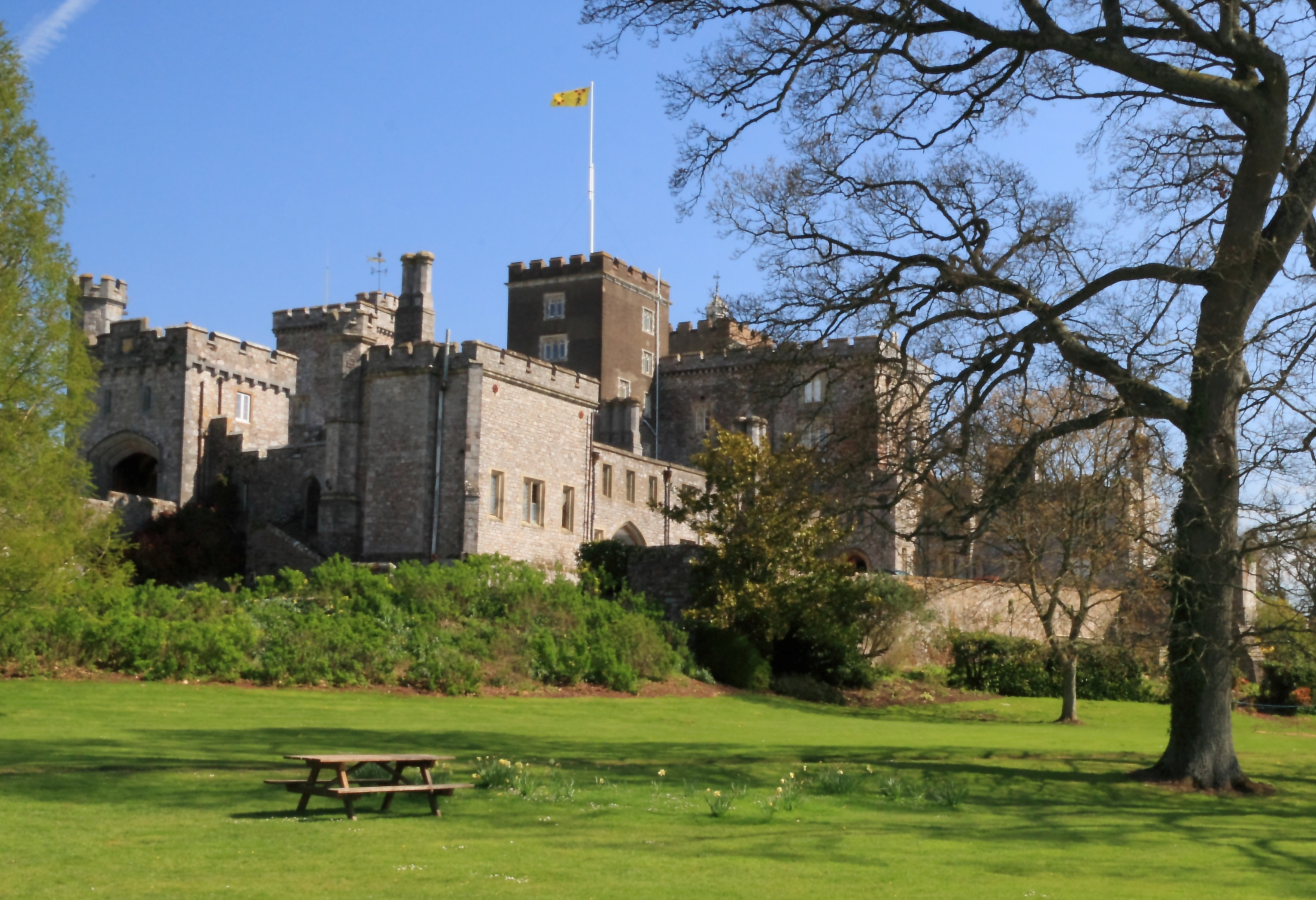
Замок Паудерем, резиденция семьи Кортни

Фрэнсис Кортни был женат дважды. В первый раз он женился 7 ноября 1606 года на Мэри Поул (род. 26 июня 1586), вдове Николаса Херста из Окстона, Девон, и старшей дочери сэра Уильяма Поула (1561—1635) из Колкомба, Девон. У супругов не было детей.
В 1628 году он женился во второй раз на Элизабет Сеймур (? — 3 сентября 1669), дочери сэра Эдварда Сеймура, 2-го баронета (ок. 1580—1659) из Берри Помероя, Девоншир. Дети от второго брака:
- Сэр Уильям Кортни, 1-й баронет (7 сентября 1628 — 1 августа 1702), женился на Маргарет, дочери сэра Уильяма Уоллера.
- Эдвард Кортни, крещен 17 июля 1631 года в Паудереме.
- Фрэнсис Кортни, крещен 14 июля 1633 года, в 1658 году он женился на Ребекке, дочери майора Джона Уэбба из Эксетера.
- Джеймс Кортни, крещен 18 января 1635 года в Паудереме.
- Элизабет Кортни.

## Смерть
Фрэнсис Кортни скончался 3 июня и был похоронен 5 июня 1638 года в Паудереме, Девон. Ему наследовал его старший сын Уильям. Его вдова позже вышла замуж за сэра Амоса Мередита, 1-го баронета Марстона, Девон. Она умерла 6 февраля 1664 года.